# USS Gridley (DDG-101)
USS Gridley (DDG-101) —  ескадрений міноносець КРО типу «Арлі Берк» ВМС США, серії IIa з 127/62-мм АУ. П'ятдесят перший корабель цього типу в складі ВМС, будівництво яких було схвалено Конгресом США. 9 липня 2016 року Грідлі прибув до свого нового домашнього порту в Еверетті, штат Вашингтон.

## Назва
Корабель отримав назву на честь Чарльз Вернона Грідлі (1844 - 1898) офіцера ВМС США під час громадянської війни в США та іспано-американської війни.

## Будівництво
Контракт на будівництво був підписаний 6 березня 1998 року з корабельнею Bath Iron Works, штат Мен, корпорації General Dynamics. У травні 2004 року міністр ВМС США оголосив імена п'яти нових есмінців даного класу, в тому числі і Gridley. Церемонія закладання кіля відбулася 30 липня 2004 року. Спущений на воду 28 грудня 2005 року. Церемонія хрещення відбулася 11 лютого 2006 року. Хрещеною матір'ю стала Кеті В. Форст, пра-пра-онука капітана Gridley. Церемонія введення в експлуатацію відбулася 10 лютого 2007 року в порту Маямі. Портом приписки стала військово-морська база Сан-Дієго. 9 липня 2016 року прибув в новий порт приписки в місто Еверетт, штат Вашингтон.

## Бойова служба
19 травня 2008 року залишив порт приписки для свого першого запланованого розгортання в складі ударної групи авіаносця USS «Ronald Reagan» (CVN 76) в західній частині Тихого океану, з якого повернувся 25 листопада.
27 травня 2009 року залишив порт приписки Сан-Дієго для запланованого розгортання в складі ударної групи авіаносця USS «Ronald Reagan» (CVN 76) в зоні відповідальності 5-го і 7-го флоту США, з якого повернувся 21 жовтня.
30 листопада 2010 року залишив порт приписки для запланованого розгортання в складі ударної групи авіаносця USS «Carl Vinson» (CVN 70) в західній частині Тихого океану, з якого повернувся в Сан-Дієго 22 липня 2011 року.
6 серпня 2012 року залишив порт приписки Сан-Дієго для запланованого незалежного розгортання в зоні відповідальності 5-го і 7-го флоту США, з якого повернувся 05 лютого 2013 року.
26 червня 2013 прибув для проходження ремонту на корабельню в Сан-Дієго компанії BAE Systems вартістю в 9 млн доларів США, которий був завершений 9 жовтня.
22 серпня 2014 року залишив порт приписки для запланованого розгортання в зоні відповідальності 5-го і 7-го флоту США, з якого повернувся 4 червня 2015 року.
9 липня 2016 року прибув свій новий порт приписки в місто Еверетт, штат Вашингтон, після завершення 10-денного транзитного переходу з Сан-Дієго.